# Arthur-Insel
Die Arthur-Insel (russisch Остров Артура, Ostrow Artura) ist eine unbewohnte Insel des zu Russland gehörenden arktischen Franz-Josef-Lands. 
Sie ist die nördlichste Insel im Westen des Archipels. Von der Armitage-Halbinsel der südlich gelegenen Insel Prinz-Georg-Land ist sie durch die 10 km breite Leigh-Smith-Straße getrennt. Die Arthur-Insel ist 110 km² groß und bis auf die Küstenregion im Nordwesten und das Südkap Mys Niski von einer bis zu 275 m hohen Eiskappe bedeckt.
Die Insel wurde während der Jackson-Harmsworth-Expedition 1894–1897 von Frederick Jackson entdeckt und nach seinem Bruder Arthur benannt. Jackson betrat die Insel nicht und zeichnete sie nur ungenau in seine Karte ein, gemeinsam mit der Alfred-Harmsworth- und der Albert-Edward-Insel, die sich später als Phantominseln erweisen sollten.